# 伊杰万
40°52′45″N 45°08′49″E / 40.8791442°N 45.1470572°E

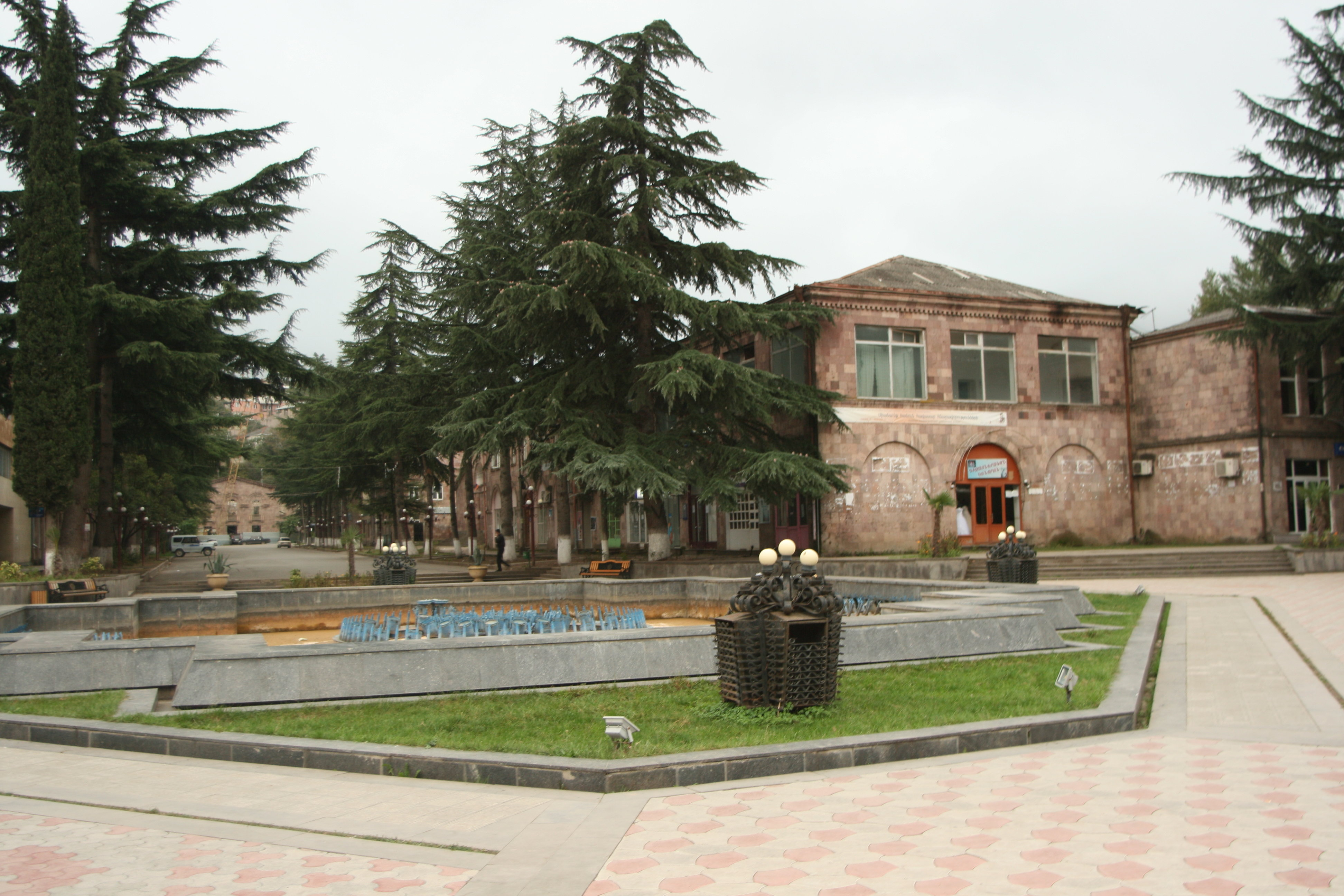
市中心

伊杰万（羅馬化：Ijevan），是亚美尼亚塔武什州的城市，面积4.6平方公里，2011年人口21,081人。
伊杰万在亚美尼亚语中是旅店的意思，该市1919年之前的原名Karavansara在波斯语中也是旅店的意思。